# A Narnia Krónikái-sorozatban szereplő színészek listája
Itt azoknak a névsorát lehet olvasni, akik szerepeltek Narnia Krónikái-filmsorozat epizódjaiban, melynek alapja C. S. Lewis azonos címen megjelent regénysorozata.

## Szereplők
| Szereplő             | Film                                                | Film                  | Film                       |
| Szereplő             | Az oroszlán, a boszorkány és a ruhásszekrény (2005) | Caspian herceg (2008) | A hajnalvándor útja (2010) |
| -------------------- | --------------------------------------------------- | --------------------- | -------------------------- |
| Lucy Pevensie        | Georgie Henley (ifjabb) Rachel Henley (idősebb)     | Georgie Henley        | Georgie Henley             |
| Edmund Pevensie      | Skandar Keynes (ifjabb) Mark Wells (idősebb)        | Skandar Keynes        | Skandar Keynes             |
| Peter Pevensie       | William Moseley (ifjabb) Noah Huntley (idősebb)     | William Moseley       | William Moseley            |
| Susan Pevensie       | Anna Popplewell (ifjabb) Sophie Winkleman (idősebb) | Anna Popplewell       | Anna Popplewell            |
| Aslan                | Liam Neeson (h)                                     | Liam Neeson (h)       | Liam Neeson (h)            |
| Fehér Boszorkány     | Tilda Swinton                                       | Tilda Swinton         | Tilda Swinton              |
| Tumnus úr            | James McAvoy                                        |                       |                            |
| Hód papa             | Ray Winstone (h)                                    |                       |                            |
| Hód mama             | Dawn French (h)                                     |                       |                            |
| Digory Kirke         | Jim Broadbent                                       |                       |                            |
| Ginarrbrik           | Kiran Shah                                          |                       |                            |
| Télapó               | James Cosmo                                         |                       |                            |
| Oreius               | Patrick Kake                                        |                       |                            |
| Maugrim              | Michael Madsen (h)                                  |                       |                            |
| Otmin tábornok       | Shane Rangi                                         |                       |                            |
| X. Caspian király    |                                                     | Ben Barnes            | Ben Barnes                 |
| Cincz vitéz          |                                                     | Eddie Izzard (h)      | Simon Pegg (h)             |
| Trumpkin             |                                                     | Peter Dinklage        |                            |
| Gombavadász          |                                                     | Ken Stott (h)         |                            |
| Glenstorm            |                                                     | Cornell John          |                            |
| Bulgy medve          |                                                     | David Walliams (h)    |                            |
| Nikabrik             |                                                     | Warwick Davis         |                            |
| Miraz király         |                                                     | Sergio Castellitto    |                            |
| Cornelius professzor |                                                     | Vincent Grass         |                            |
| Glozelle             |                                                     | Pierfrancesco Favino  |                            |
| Prunaprismia         |                                                     | Alicia Borrachero     |                            |
| Sopespian            |                                                     | Damián Alcázar        |                            |
| Scythley             |                                                     | Simon Andreu          |                            |
| Donnon               |                                                     | Predrag Bjelac        |                            |
| Eustace Scrubb       |                                                     |                       | Will Poulter               |
| Tavros               |                                                     |                       | Shane Rangi                |
| Jemain               |                                                     |                       | Tamati                     |
| Caprius              |                                                     |                       | Ryan Ettridge              |
| Randy                |                                                     |                       | Morgan Evans               |
| Nausus               |                                                     |                       | Steven Rooke               |
| Drinian              |                                                     |                       | Gary Sweet                 |
| Lilliandil           |                                                     |                       | Laura Brent                |